# 龍神宮
龍神宮（りゅうぜんぐう）は、和歌山県田辺市上秋津にある神社である。龍神山の山頂近くに鎮座し、神木であるウバメガシは和歌山県指定の天然記念物。 

## 祭神
- 上津綿津見神
- 中津綿津見神
- 底津綿津見神

綿津見三神を祀る。
本殿隣に火防の神「秋葉山」、他に恵比須神社、伊勢神宮遥拝所、「馬目樫白龍大明神」がある。
また、社務所脇からの道をしばらく歩いた所に八幡宮がある。

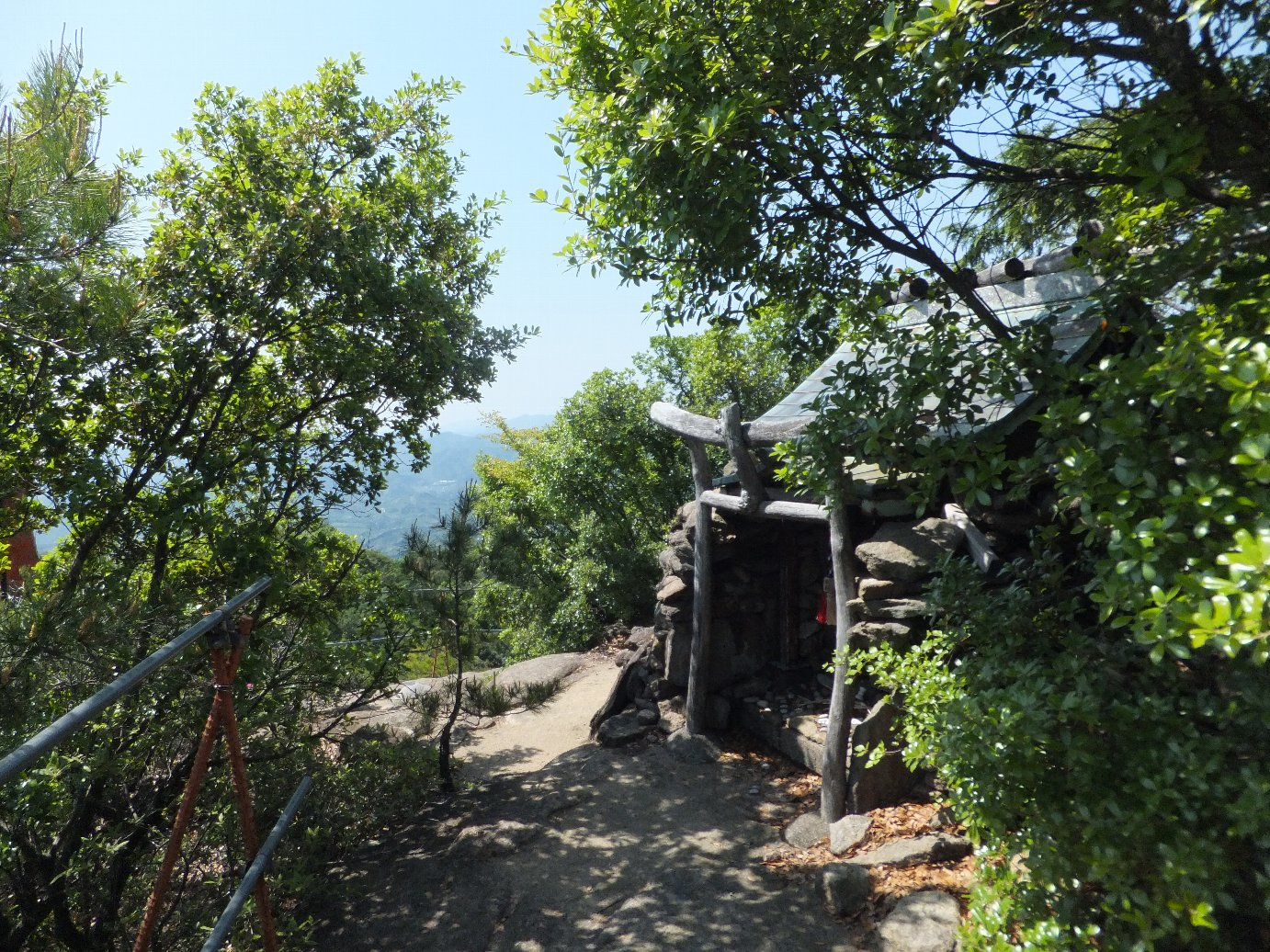
八幡宮の祠

## 歴史
創建年代等については不詳であるが歴史は古く、古来この地の領主などから信仰されてきた神社である。

## 文化財
- 名勝
  - 龍神山は名勝「南方曼荼羅の風景地（2015年〈平成27年10月7日指定）の一部[1]。

- 和歌山県指定天然記念物
  - 龍神宮のウバメガシ - 平成11年（1999年）12月に田辺市の天然記念物に指定されており、同20年（2008年）6月24日に県の天然記念物に指定された。